# Arienzo (cognome)
Arienzo è un cognome di lingua italiana.

## Varianti
Arienti, Arienzale, D'Arienzo.

## Origine e diffusione
Il cognome è tipicamente campano.
Potrebbe derivare dal toponimo Arienzo, in latino Argentium, condividendo quindi l'etimologia con il cognome Argenti.